# Joseph Cedar
Joseph Cedar (New York, 31 agosto 1968) è un regista e sceneggiatore israeliano.

## Filmografia
Regista e sceneggiatore
- Ha-Hesder (2000)
- Medurat Hashevet (2004)
- Beaufort (2007)
- Hearat Shulayim (2011)
- L'incredibile vita di Norman (Norman: The Moderate Rise and Tragic Fall of a New York Fixer) (2016)

## Premi e nomination principali
Premi Oscar
- 2008: Nomination miglior film straniero per Beaufort
- 2012: Nomination miglior film straniero per Hearat Shulayim

Festival di Cannes
- 2011: Prix du scénario e nomination Palma d'oro per Hearat Shulayim

Festival di Berlino
- 2004 - Premio Don Quixote - Menzione speciale per Medurat Hashevet
- 2007 - Orso d'argento per il miglior regista per Beaufort

Chicago International Film Festival
- 2004 - Premio FIPRESCI